# 長江センター

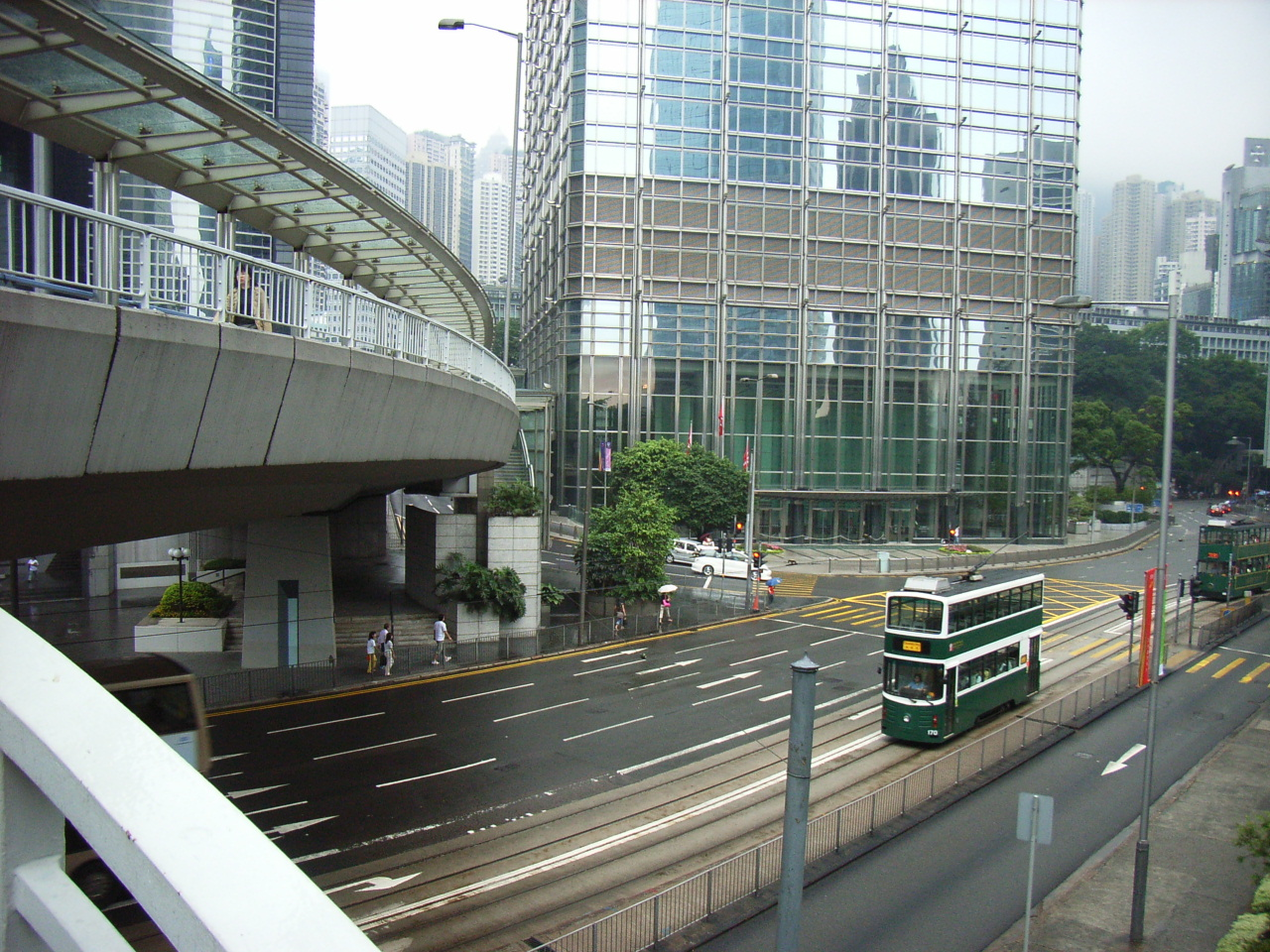
長江センターと香港トラム

長江センター（ちょうこうセンター、英語：Cheung Kong Center、中国語：長江集團中心）とは、香港の香港島北部、中西区の金鐘 (Admiralty) 地区に位置する超高層ビルである。

## 概要
長江センターは、中環 (Central) の金鐘地区の香港ヒルトンホテル跡地に、1999年に完成した。香港のランドマークとなっている超高層ビルとしては珍しく、尖塔型ではない箱型のモダニズム建築である。香港の総合企業である長江集団（Cheung Kong Group）により建設され、テナントオフィスビルとして利用されている。地上70階建て、高さ282.9mである。2010年1月現在、香港で7番目に高い超高層ビルである。
設計はシーザー・ペリ設計事務所により行われた。シーザー・ペリは、同じく中環の香港駅周辺に建設された国際金融中心 (IFC) の建築群を設計している。また隣地には、香港を代表する建築のイオ・ミン・ペイ（I・M・Pei、貝聿銘）設計による中国銀行タワー（中銀大廈:Bank of China Tower）があり、同じく香港で代表的な建築のノーマン・フォスター (Norman Foster) 設計による香港上海銀行・香港本店ビル (HSBC Headquarters) と挟まるような形で立地している。
表示階数は70階であるが、実際の階数は63階建ての建物である。これは4階、14階、24階、34階、44階、54階、64階のそれぞれ『4』の付く階数を忌み数として意図的に欠番としている為である（香港ではこのようなビルが多く存在する）。『4』の数字は『死』と音が繋がる数として、香港のみならず日本を含めて漢字文化圏の国々では縁起の良くない数字とされている。また建物に風水を取り入れていると思われる設計が、随所に確認できる。
建物に展望施設は設置されていない。

## 周辺施設
- 中環（Central）駅
- 香港駅（機場快綫・東涌線）
- 香港特別行政区・立法評議会議事堂
- 亞太金融大廈（Asia Pacific Financial Tower）
- 花旗銀行中心（シティバンク香港支店ビル：Citibank Tower）
- 香港公園（Hong Kong Park）
- 中銀大廈（Bank of China Tower）
- 香港上海銀行・香港本店（HSBC Headquarter）

## 交通
- 香港MTR･中環駅より徒歩約5分程度
- 香港MTR･香港駅より徒歩約15分程度
- その他バス（巴士）、ミニバス（小巴）、路面電車（電車）など利用